# Дариюш, Бенеил
Бенеил Дариюш (сир. ܒܢܐܝܠ ܕܪܝܘܫ, перс. بن‌ایل داریوش‎, англ. Beneil Dariush; 6 мая 1989, Гол-Теппе) — ирано-американский боец смешанных боевых искусств ассирийского происхождения, представитель лёгкой весовой категории. Выступает на профессиональном уровне начиная с 2009 года, известен по участию в турнирах бойцовской организации UFC, владел титулом чемпиона Respect in the Cage в лёгком весе.
Занимает 9 строчку официального рейтинга  UFC в лёгком весе.

## Биография
Бенеил Дариюш родился 6 мая 1989 года в городе Гол-Теппе провинции Хамадан, по происхождению является ассирийцем. Впоследствии переехал на постоянное жительство в США. В 2007 году начал серьёзно заниматься бразильским джиу-джитсу, становился чемпионом мира среди синих, пурпурных и коричневых поясов, через пять лет удостоился чёрного пояса, получив его из рук бразильского мастера Ромулу Баррала. Также в течение некоторого времени практиковал тайский бокс.

### Начало профессиональной карьеры
Дебютировал в смешанных единоборствах на профессиональном уровне в ноябре 2009 года, своего первого соперника победил по очкам раздельным решением судей. Дрался в различных небольших промоушенах, таких как Respect in the Cage, Samurai Pro Sports, High Fight Rock — во всех случаях неизменно выходил из поединков победителем. В 2013 году завоевал и защитил титул чемпиона Respect in the Cage в лёгкой весовой категории.

### Ultimate Fighting Championship
Имея в послужном списке шесть побед и ни одного поражения, в 2014 году Дариюш привлёк к себе внимание крупнейшей бойцовской организации мира Ultimate Fighting Championship. В дебютном поединке должен был встретиться с Джейсоном Хайем, но тот отказался от боя из-за проблем с аппендицитом, и вместо него в клетку вышел вернувшийся в организацию ветеран Чарли Бреннеман. Уже в начале первого раунда иранский боец взял под контроль спину Бреннемана и с помощью успешно проведённого удушающего приёма сзади заставил его сдаться.
Первое в профессиональной карьере поражение потерпел в апреле 2014 года, проиграв техническим нокаутом американцу пакистанского происхождения Рамзи Ниджему. В дальнейшем реабилитировался перед своими болельщиками, сделав серию из пяти побед подряд, в том числе победил таких известных бойцов как Тони Мартин, Карлус Диегу Феррейра, Дарон Крюйкшенк, Джим Миллер и Майкл Джонсон, причём в поединке с Крюйкшенком получил награду за лучшее выступление вечера.
Впечатляющая победная серия прервалась в апреле 2016 года, когда во втором раунде поединка с Майклом Кьезой он попался в удушающий приём сзади и вынужден был сдаться. Позже нокаутировал американца Джеймса Вика и единогласным судейским решением победил россиянина Рашида Магомедова, но в марте 2017 года сам оказался в нокауте, пропустив удар коленом в голову от бразильца Эдсона Барбозы.

## Статистика в профессиональном ММА
| Боёв 30  | Побед 23 | Поражений 6 |
| -------- | -------- | ----------- |
| Нокаутом | 5        | 5           |
| Сдачей   | 8        | 1           |
| Решением | 10       | 0           |
| Ничьи    | 1        | 1           |

| Результат | Рекорд | Соперник              | Способ                            | Турнир                                                              | Дата            | Раунд | Время | Место                                 | Примечание                                                                           |
| --------- | ------ | --------------------- | --------------------------------- | ------------------------------------------------------------------- | --------------- | ----- | ----- | ------------------------------------- | ------------------------------------------------------------------------------------ |
| Победа    | 23-6-1 | Ренато Мойкано        | Единогласное решение              | UFC 317                                                             | 28 июня 2025    | 3     | 5:00  | Лас-Вегас, Невада, США                |                                                                                      |
| Поражение | 22-6-1 | Арман Царукян         | KO (удары)                        | UFC on ESPN: Дариюш vs. Царукян                                     | 2 декабря 2023  | 1     | 1:04  | Остин, Техас, США                     |                                                                                      |
| Поражение | 22-5-1 | Чарльз Оливейра       | TKO (удары)                       | UFC 289                                                             | 11 июня 2023    | 1     | 4:10  | Ванкувер, Британская Колумбия, Канада |                                                                                      |
| Победа    | 22-4-1 | Матеуш Гамрот         | Единогласное решение              | UFC 280                                                             | 22 октября 2022 | 3     | 5:00  | Абу-Даби, ОАЭ                         |                                                                                      |
| Победа    | 21-4-1 | Тони Фергюсон         | Единогласное решение              | UFC 262                                                             | 16 мая 2021     | 3     | 5:00  | Хьюстон, Техас                        |                                                                                      |
| Победа    | 20-4-1 | Карлус Диегу Феррейра | Раздельное решение                | UFC Fight Night: Overeem vs. Volkov                                 | 6 февраля 2021  | 3     | 5:00  | Лас-Вегас, США                        | Бой вечера.                                                                          |
| Победа    | 19-4-1 | Скотт Хольцман        | Нокаут (удар рукой с разворота)   | UFC Fight Night: Льюис vs. Олейник                                  | 8 августа 2020  | 1     | 4:38  | Лас-Вегас, США                        | Бой в промежуточном весе 71,5 кг (Дариюш не сделал вес).                             |
| Победа    | 18-4-1 | Драккар Клозе         | Нокаут (удар рукой)               | UFC 248                                                             | 7 марта 2020    | 2     | 1:00  | Лас-Вегас, США                        | Выступление вечера.                                                                  |
| Победа    | 17-4-1 | Фрэнк Камачо          | Сдача (удушение сзади)            | UFC Fight Night: Maia vs. Askren                                    | 26 октября 2019 | 1     | 2:02  | Сингапур                              | Выступление вечера.                                                                  |
| Победа    | 16-4-1 | Дрю Добер             | Сдача (рычаг локтя треугольником) | UFC Fight Night: Lewis vs. dos Santos                               | 9 марта 2019    | 2     | 4:41  | Уичито, США                           | Выступление вечера.                                                                  |
| Победа    | 15-4-1 | Тиагу Мойзес          | Единогласное решение              | UFC Fight Night: Korean Zombie vs. Rodríguez                        | 10 ноября 2018  | 3     | 5:00  | Денвер, США                           |                                                                                      |
| Поражение | 14-4-1 | Александр Эрнандес    | KO (удар рукой)                   | UFC 222                                                             | 3 марта 2018    | 1     | 0:42  | Лас-Вегас, США                        |                                                                                      |
| Ничья     | 14-3-1 | Эван Данэм            | Решение большинства               | UFC 216                                                             | 7 октября 2017  | 3     | 5:00  | Лас-Вегас, США                        |                                                                                      |
| Поражение | 14-3   | Эдсон Барбоза         | KO (летучее колено)               | UFC Fight Night: Belfort vs. Gastelum                               | 11 марта 2017   | 2     | 3:35  | Форталеза, Бразилия                   |                                                                                      |
| Победа    | 14-2   | Рашид Магомедов       | Единогласное решение              | The Ultimate Fighter Latin America 3 Finale: dos Anjos vs. Ferguson | 5 ноября 2016   | 3     | 5:00  | Мехико, Мексика                       |                                                                                      |
| Победа    | 13-2   | Джеймс Вик            | KO (удар рукой)                   | UFC 199                                                             | 4 июня 2016     | 1     | 4:16  | Инглвуд, США                          |                                                                                      |
| Поражение | 12-2   | Майкл Кьеза           | Сдача (удушение сзади)            | UFC on Fox: Teixeira vs. Evans                                      | 16 апреля 2016  | 2     | 1:20  | Тампа, США                            |                                                                                      |
| Победа    | 12-1   | Майкл Джонсон         | Раздельное решение                | UFC Fight Night: Teixeira vs. Saint Preux                           | 8 августа 2015  | 3     | 5:00  | Нашвилл, США                          |                                                                                      |
| Победа    | 11-1   | Джим Миллер           | Единогласное решение              | UFC on Fox: Machida vs. Rockhold                                    | 18 апреля 2015  | 3     | 5:00  | Ньюарк, США                           |                                                                                      |
| Победа    | 10-1   | Дарон Крюйкшенк       | Сдача (удушение сзади)            | UFC 185                                                             | 14 марта 2015   | 2     | 2:48  | Даллас, США                           | Бой в промежуточном весе 71 кг (Крюйкшенк не сделал вес). Лучшее выступление вечера. |
| Победа    | 9-1    | Карлус Диегу Феррейра | Единогласное решение              | UFC 179                                                             | 25 октября 2014 | 3     | 5:00  | Рио-де-Жанейро, Бразилия              |                                                                                      |
| Победа    | 8-1    | Тони Мартин           | Сдача (треугольник руками)        | UFC Fight Night: Henderson vs. dos Anjos                            | 23 августа 2014 | 2     | 3:38  | Талса, США                            |                                                                                      |
| Поражение | 7-1    | Рамзи Ниджем          | TKO (удары руками)                | UFC Fight Night: Nogueira vs. Nelson                                | 11 апреля 2014  | 1     | 4:20  | Абу-Даби, ОАЭ                         |                                                                                      |
| Победа    | 7-0    | Чарли Беннеман        | Сдача (удушение сзади)            | UFC Fight Night: Rockhold vs. Philippou                             | 14 января 2014  | 1     | 1:45  | Дулут, Джорджия, США                  |                                                                                      |
| Победа    | 6-0    | Джейсон Мидерс        | KO (удар рукой)                   | Respect in the Cage                                                 | 4 мая 2013      | 2     | 4:03  | Помона, США                           | Защитил титул чемпиона RITC в лёгком весе.                                           |
| Победа    | 5-0    | Трейс Грэй            | Сдача (рычаг локтя)               | Respect in the Cage                                                 | 19 января 2013  | 1     | 0:36  | Помона, США                           | Выиграл титул чемпиона RITC в лёгком весе.                                           |
| Победа    | 4-0    | Жилберту дус Сантус   | TKO (остановлен врачом)           | High Fight Rock 2                                                   | 27 октября 2012 | 1     | 4:03  | Гояния, Бразилия                      |                                                                                      |
| Победа    | 3-0    | Доминик Гутьеррес     | Сдача (удушение сзади)            | Samurai Pro Sports                                                  | 21 октября 2011 | 1     | 1:16  | Калвер-Сити, США                      |                                                                                      |
| Победа    | 2-0    | Вонс Биджерано        | Сдача (удушение сзади)            | Respect in the Cage                                                 | 9 октября 2010  | 1     | N/A   | Помона, США                           |                                                                                      |
| Победа    | 1-0    | Джордан Беттс         | Раздельное решение                | Respect in the Cage 2                                               | 20 ноября 2009  | 3     | 5:00  | Помона, США                           |                                                                                      |